# Lafayette Galvão
Lafayette Galvão (1935-7 de junio de 2019) fue un actor brasileño nacido en la localidad de Pouso Alegre, Minas Gerais. Fue reconocido por su participación de interpretar al personaje de Costa Pinto en Dona Beija.

## Trabajo en series y telenovelas
- 2009 Malhação - Emílio
- 2009 Poder paralelo (Rede Record) - Dr. Figueiroa
- 2008 Faça Sua História - Abílio
- 2008 Guerra e Paz - Juiz
- 2008 Faça Sua História - Ernesto
- 2006 Paixões Proibidas (Rede Bandeirantes) - Frei Adriano
- 2005 América - Padre que dá a extrema-unção a Tião
- 2004 Da Cor do Pecado - Pai Serafim
- 2003 La casa de las siete mujeres - Padre
- 1999 Terra Nostra - Cesquim
- 1999 Suave veneno - Tide
- 1999 Chiquinha Gonzaga - Conde D'Eu
- 1998 Corpo Dourado - Epaminondas
- 1997 Mandacaru (Rede Manchete) - Coronel
- 1996 Perdidos de Amor (Rede Bandeirantes) - Isidoro
- 1996 Quem é você? - Hamílton
- 1994 A Viagem - André
- 1991 El fantasma de la ópera (Rede Manchete)
- 1991 O Portador - Janjão
- 1990 A História de Ana Raio e Zé Trovão (Rede Manchete) - Nicolau
- 1990 La Mamma - Presidente
- 1988 El primo Basilio - Alves Coutinho
- 1986 Tudo ou Nada (Rede Manchete) - Perácio
- 1986 Dona Beija (Rede Manchete) - Costa Pinto
- 1980 Coração Alado - Delegado
- 1978 Maria, Maria - Renzebach
- 1977 Sinhazinha Flô - Januário
- 1965 Rua da Matriz - Mecânico